# Петрин
Петрин (пол. Petrin) — гірський потік в Україні, у Верховинському районі Івано-Франківської області на Гуцульщині. Правий доплив Чорного Черемошу, (басейн Дунаю).

## Опис
Довжина потоку приблизно 3,90 км, найкоротша відстань між витоком і гирлом — 3,49  км, коефіцієнт звивистості потоку — 1,12 . Формується гірськими струмками. Потік тече у гірському масиві Покутсько-Буковинських Карпатах (зовнішня смуга Українських Карпат).

## Розташування
Бере початок на південно-східних схилах гори Крутої (1352 м) (пол. Kręta). Тече переважно на південний захід поміж горами Зміїнською (1356,1 м) та безіменною (1159,6 м) і у селі Топільче впадає у річку Чорний Черемош, ліву притоку Черемошу.